# Otra vez (álbum de Carlos Mata)
Otra vez es el título del tercer álbum de estudio grabado por el cantautor y actor venezolano Carlos Mata. Fue lanzado al mercado por la empresa discográfica Sonográfica el 30 de septiembre de 1986. El álbum fue producido en Madrid, España por el ingeniero Joaquín Torres y cuenta con 10 temas.
El tema musical Presiento fue usado para el tema principal de la telenovela venezolana de la hoy extinta cadena de televisión RCTV, Roberta (1987), protagonizada por Tatiana Capote y Henry Zakka, con las participaciones antagónicas de Carmen Julia Álvarez, Cecilia Villarreal y Yanis Chimaras.
El tema musical Dónde está ese amor fue usado para la banda sonora de la telenovela chilena de la cadena TVN, Bellas y audaces (1988).

## Lista de canciones
| Otra vez |                                   |                                         |          |  |
| N.º      | Título                            | Escritor(es)                            | Duración |  |
| 1.       | «¿Dónde está ese amor?»           | Eric Ramos · Carlos Mata · Juan Salazar |          |  |
| 2.       | «Otra vez»                        | Alberto Rojas                           |          |  |
| 3.       | «Quiero vivir la noche contigo»   | Joaquín Torres                          |          |  |
| 4.       | «Quién te quiso, quién te quiere» | Luis Alva                               |          |  |
| 5.       | «Ensayo y error»                  | Ilan Chester                            |          |  |
| 6.       | «Sólo tú»                         | Isaías Urbina                           |          |  |
| 7.       | «Qué me has hecho»                | Carlos Mata                             |          |  |
| 8.       | «Cuéntame»                        | Isaías Urbina                           |          |  |
| 9.       | «Qué vas a hacer»                 | Alberto Rojas                           |          |  |
| 10.      | «Presiento»                       | Luis Guillermo González                 |          |  |

- Datos: Q6054579